# بریگام، کبک
بریگام (به فرانسوی: Brigham) شهری در منطقه شهری بروم-میسیسکوا ناحیه مونترژی در استان کبک کانادا است. در سرشماری سال ۲۰۱۱ این شهر ۲٬۳۵۶ نفر جمعیت داشته‌است و مساحت آن ۸۴٫۸ کیلومتر مربع است.